# Asplenium sellowianum
Asplenium sellowianum är en svartbräkenväxtart som först beskrevs av Georg Hans Emmo Wolfgang Hieronymus, och fick sitt nu gällande namn av Karel Presl och Georg Hans Emmo Wolfgang Hieronymus. Asplenium sellowianum ingår i släktet Asplenium och familjen Aspleniaceae. Inga underarter finns listade.

## Bildgalleri

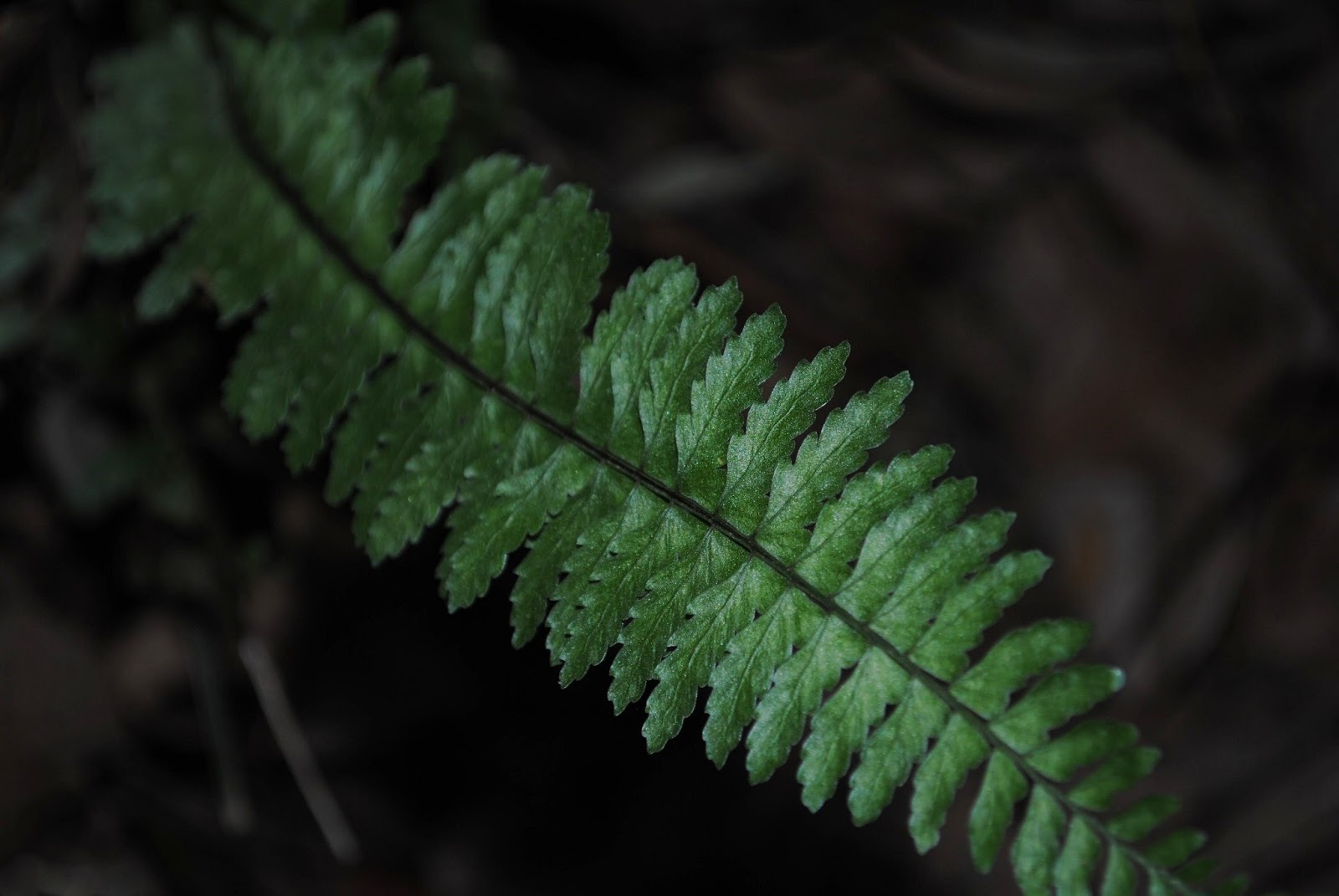
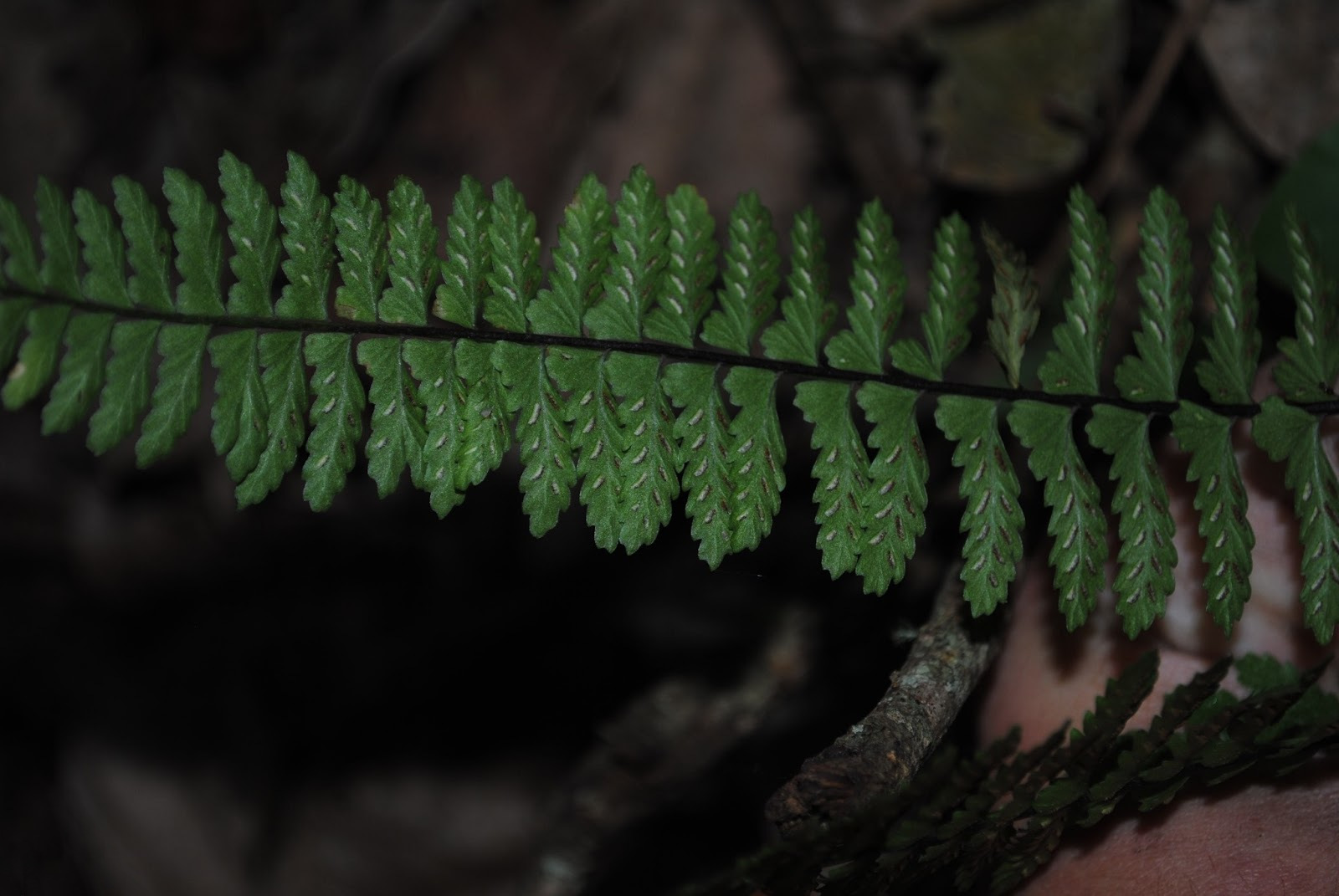
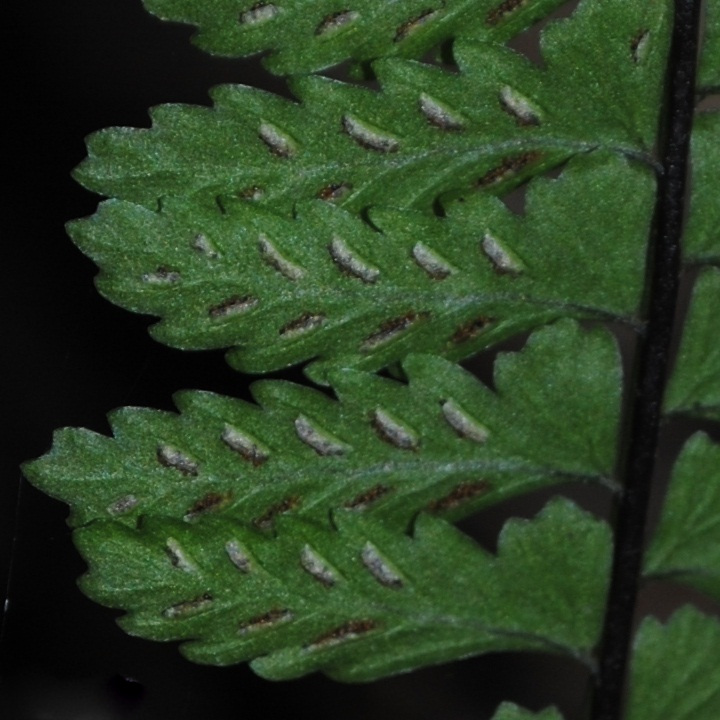
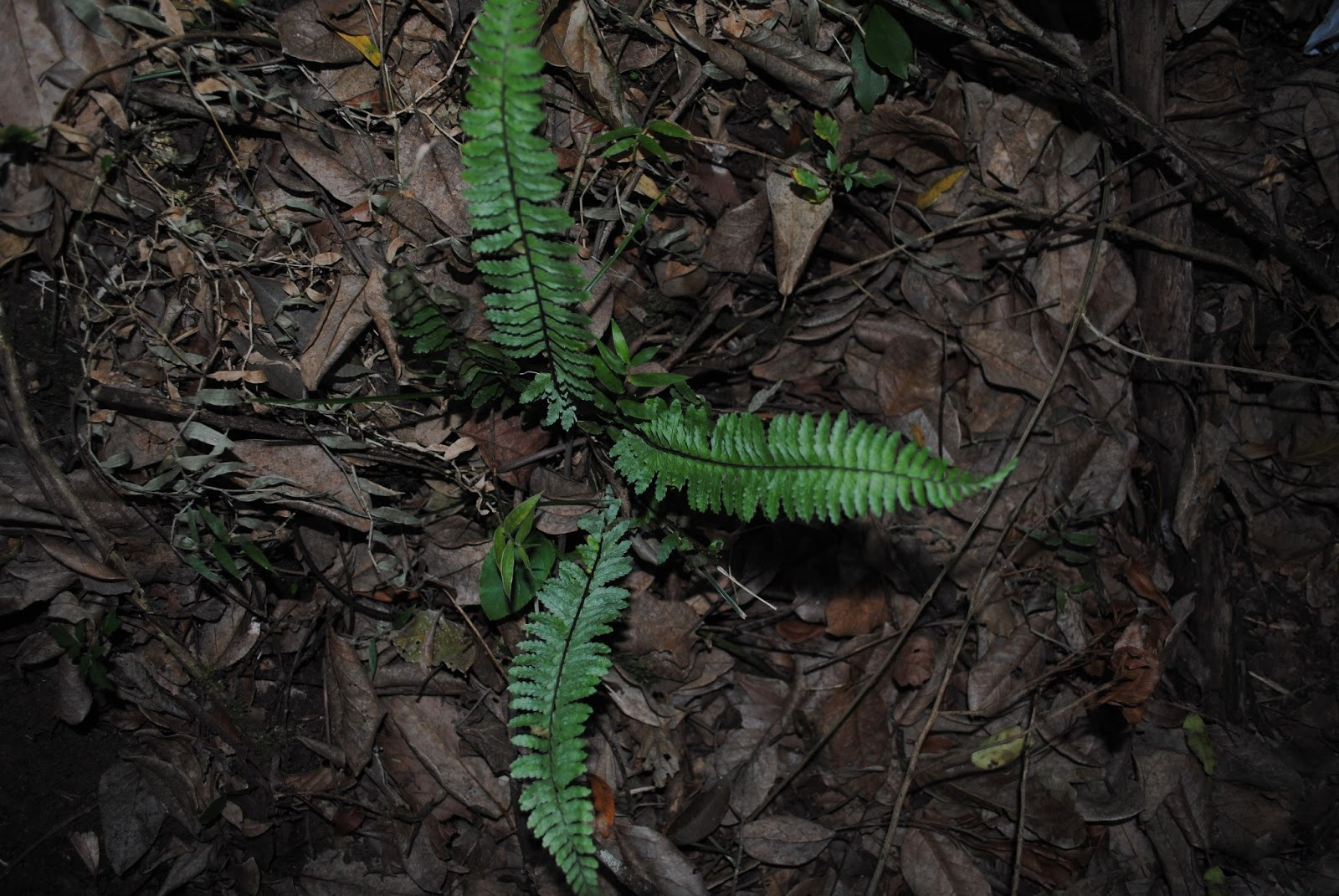